# Bates Bobcats football 1875
La stagione 1875 dei Bates Bobcats football rappresenta la prima stagione di college football per il Bates College.  L'unica gara approntata fu la sconfitta patita in casa Lewiston contro i junior della Tufts con il punteggio di 1-0 Non si conosce, se ve ne è stato uno, il nome dell'allenatore.

## Schedule
| 6 novembre 1875      | at Tufts JV* | Lewiston | L 0-1 |
| *Gare non-conference |              |          |       |